# Эстенос
Эстено́с (фр. Esténos, окс. Estenòs) — коммуна во Франции, находится в регионе Юг — Пиренеи. Департамент — Верхняя Гаронна. Входит в состав кантона Сен-Беа. Округ коммуны — Сен-Годенс.
Код INSEE коммуны — 31176.

## География

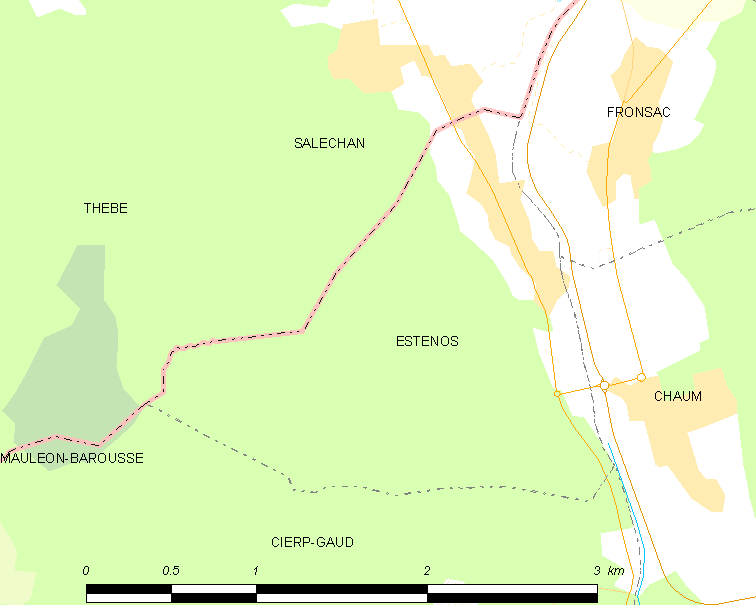
Карта коммуны

Коммуна расположена приблизительно в 670 км к югу от Парижа, в 100 км к юго-западу от Тулузы.
На востоке коммуны протекает река Гаронна. Большую часть территории коммуны занимают леса.

## Климат
Климат умеренно-океанический. Зима мягкая и снежная, весна характеризуется сильными дождями и грозами, лето сухое и жаркое, осень солнечная. Преобладают сильные юго-восточные и северо-западные ветры.

## Население
Население коммуны на 2010 год составляло 185 человек.
| 1962 | 1968 | 1975 | 1982 | 1990 | 1999 | 2010 |
| ---- | ---- | ---- | ---- | ---- | ---- | ---- |
| 172  | 225  | 228  | 193  | 175  | 167  | 185  |

## Администрация
| Период | Период | Фамилия     | Партия                   | Примечания |
| ------ | ------ | ----------- | ------------------------ | ---------- |
| 2001   | 2005   | Жанин Мейон |                          |            |
| 2005   | 2020   | Дени Мартен | Радикальная левая партия |            |

## Экономика
В 2010 году среди 101 человека трудоспособного возраста (15—64 лет) 71 были экономически активными, 30 — неактивными (показатель активности — 70,3 %, в 1999 году было 70,1 %). Из 71 активных жителей работали 60 человек (31 мужчина и 29 женщин), безработных было 11 (6 мужчин и 5 женщин). Среди 30 неактивных 6 человек были учениками или студентами, 11 — пенсионерами, 13 были неактивными по другим причинам.

## Достопримечательности
- Церковь Успения Божьей Матери